# Хельсинкская комиссия
Хе́льсинкская коми́ссия (Baltic Marine Environment Protection Commission, The Helsinki Commission, HELCOM) — комиссия по защите морской среды Балтийского моря. Образована в результате подписания Хельсинкской конвенции 1992 года и объединяет такие страны как Швеция, Дания, Финляндия, Литва, Латвия, Эстония, Германия, Польша и Россия.

## Администрация
Секретариат Хельсинкской комиссии располагается в городе Хельсинки (Финляндия). Международный штат состоит из исполнительного секретаря, трех профессиональных секретарей, информационного секретаря, администратора, администратора информационных технологий, шести ассистентов и проектных менеджеров.
Председательство в Хельсинкской комиссии ротируется между странами-участницами каждые два года (с 1 июля) в алфавитном порядке (на английском языке).

## Группы ХЕЛКОМ
За все годы существования ХЕЛКОМ его структура неоднократно менялась с учётом направленности и приоритетности работ, вызванных развитием природоохранной политики и хозяйственной деятельности в странах района Балтийского моря, изменением экологического состояния Балтийского моря. 
Современная структура ХЕЛКОМ выглядит следующим образом:
Группа по морским источникам загрязнений (MARITIME)
Деятельность Группы направлена на предотвращение любых загрязнений от морских судов, вызванных как запланированными операционными, так и аварийными сбросами. Судоходство носит международный характер и поэтому нуждается в международном законодательстве. Все суда, курсирующие в Балтийском море, должны выполнять определенные международные и региональные правила независимо от того, под каким флагом они ходят.
Группа по реагированию на аварийные разливы в море (RESPONSE)
Задачи Группы ХЕЛКОМ по реагированию на аварийные разливы в море:
• Обеспечить быстрый национальный и международный отклик на аварийное загрязнение моря.
• Обеспечить в месте аварии наличие необходимого оборудования и его обслуживание для немедленного реагирования в сотрудничестве с соседними странами.
• Проводить анализ развития морского транспорта в Балтийском море и изучать возможность международного сотрудничества в области реагирования на аварийные разливы.
• Координировать авиа-наблюдения судоходных морских маршрутов для получения полной картины о загрязнении моря и обнаружения нарушителя.
Группа по реагированию на аварийные разливы в море дважды в год организует совместные авиа-наблюдения, а также другие учебные мероприятия для предотвращения загрязнения. 
Группа также периодически пересматривает и совершенствует Руководство ХЕЛКОМ по реагированию на разливы (Том 1 - нефть, Том 2 - химикаты).
Группа ХЕЛКОМ по реагированию на аварийные разливы проводит регулярные заседания с привлечением официальных лиц, ответственных за реагирование на аварийные разливы в море, представителей межправительственных и общественных организаций.
Группа тесно сотрудничает с  соответствующими международными структурами, в том числе в рамках Боннского соглашения, а также с Международной морской организацией (IMO) с тем, чтобы обеспечить соответствующее применение международных мер на Балтике.
Группа по снижению нагрузок загрязнений, поступающих с водосборного бассейна Балтийского моря (PRESSURE)
Группа обеспечивает необходимую техническую основу для деятельности, связанной с биогенами и опасными веществами, поступающими от диффузных и точечных источников на суше, в том числе для контроля за осуществлением реализации схемы сокращения биогенов.
Деятельность группы сосредоточена на разработке решений по соответствующим стратегическим вопросам и потребностям. Группа также координирует деятельность по предотвращению замусоривания моря и подводного шума.
Группа по применению экосистемного подхода (GEAR)
Решение о создании Группы ХЕЛКОМ ГЕАР было принято в марте 2012 года на 33-м заседании Комиссии по защите морской среды Балтийского моря (HELCOM 33/2012).
Группа ГЕАР занимается вопросами регионального сотрудничества по всем аспектам национальных морских стратегий,  инициирует и способствует усилению деятельности по реализации Плана действий ХЕЛКОМ по Балтийскому морю и Рамочной директивы ЕС по морской стратегии для стран, являющихся также и членами ЕС.
Группа ГЕАР ХЕЛКОМ также занимается вопросами скоординированных программ мониторинга ХЕЛКОМ, ключевыми индикаторами хорошего экологического статуса, отчетами по тематическим и комплексным оценкам, включая оценку воздействия на морскую среду, а также общими согласованными мерами, с тем, чтобы облегчить адаптивное управление и добиться улучшения состояния Балтийского моря.
Группа ХЕЛКОМ по оценке состояния окружающей среды и охране природы (STATE&CONSERVATION)
Группа обеспечивает проведение мониторинга и получение оценок, а также охватывает вопросы ХЕЛКОМ, относящиеся к охране природы и сохранности биоразнообразия.
Основной целью группы является обеспечение деятельности по всей цепочке мониторинг-индикаторы- оценки для того, чтобы создать более прочную основу для скоординированной разработки инструментов получения тематической оценки ХЕЛКОМ и последовательной целостной оценки здоровья экосистемы, включая формирование индекса давления на Балтийское море и индекса воздействия.
После проведения соответствующего контроля Группа СТЭЙТ интегрирует на техническом и научном уровне результаты различных экспертных групп и проектов, охватывающих в большей степени вопросы эвтрофикации, опасных веществ и биологического разнообразия, а также связывает эти результаты с соответствующими результатами, полученными другими вспомогательными органами, в одну единую систему.

## Основные направления деятельности
ХЕЛКОМ выступает как международная организация, занимающаяся разработкой программы совместных действий государств-членов по защите акватории Балтийского моря от негативного воздействия внешних факторов, обеспечением информационной базы для подготовки международных проектов, а также контролем над выполнением государствами-членами ХЕЛКОМ условий Хельсинкской конвенции
ХЕЛКОМ видит в будущем окружающую среду Балтийского моря как среду благоприятную для здоровья человека с разнообразными биологическими компонентами, сбалансировано функционирующими и оказывающими поддержку обширной экономической и социальной деятельности человека.
Для достижения этой цели прибрежные страны объединили свои усилия для совместной деятельности в рамках Хельсинкской комиссии, действующей в качестве:
- инициатора реализации экологической политики для района Балтийского моря посредством разработки общих экологических целей и мероприятий для их выполнения;
- экологического центра по предоставлению информации о состоянии/тенденциях морской среды; эффективности предпринимаемых мер по ее защите; совместных инициативах и позициях, которые формируют основу для процесса принятия решений в рамках других международных форумов;
- органа для разработки соответствующих специфических потребностей Балтийского моря, своих собственных Рекомендаций, а также дополнительных Рекомендаций к мерам, предпринимаемым другими международными организациями;
- органа надзора, предназначенного для обеспечения выполнения экологических стандартов всеми странами Балтийского моря и странами его водосборного бассейна;
- координационного органа, организующего многосторонние ответные действия в случае возникновения крупных морских инцидентов.